# Chautara
Chautara est une ville du Népal située dans la zone de Bagmati et chef-lieu du district de Sindhulpalchok. Au recensement de 2011, la ville comptait 5 952 habitants.